# 슈퍼피플
슈퍼피플(Super People)은 대한민국의 스튜디오 원더피플이 개발하고 원더 게임즈가 배급한 배틀 로열 게임이었다. 박성곤이 디렉팅한 이 게임은 2022년 2월 Steam에서 인기를 얻으며 430만 명의 플레이어가 클로즈 베타 테스트에 참여했다. 게임의 마지막 클로즈 베타 테스트는 2022년 8월 30일에 종료되었으며, 게임은 2022년 10월 8일에 앞서 해보기로 출시되었다. 게임은 슈퍼피플 2로 리브랜딩되었다. 명칭 변경은 12월 12일에 이루어졌는데, 개발자가 명칭 변경이 "핵심 게임 요소와 시스템을 개선할 엄청난 변화"를 반영한다고 느꼈기 때문이다. 하지만 2023년 5월 23일, 개발자는 스팀에서 "밸런스 패치"와 "지속적인 변경 노력"에도 불구하고 사용자 수가 줄어들면서 8월에 라이브 서비스를 종료할 계획이라고 발표했다. 2023년 8월 21일 기준으로 앞서 해보기는 중단되었고 라이브 서비스는 종료되었다.

## 게임플레이
슈퍼피플은 가상의 섬인 오브 아일랜드를 배경으로 하는 플레이어 대 플레이어, 클래스 기반 1인칭 슈팅 게임이다. PUBG: Battlegrounds 또는 Fortnite와 유사한 게임플레이로, 플레이어는 제한된 보급품으로 맵에 낙하하여 마지막 플레이어 또는 팀이 남을 때까지 대규모 제거 방식의 데스매치에 참여한다. 지상에 착지하면 플레이어는 유형과 품질이 다를 수 있는 무기와 장비를 제작하거나 약탈할 수 있다. 플레이어는 1인칭과 3인칭 시점 사이를 자유롭게 전환할 수 있다.

### 클래스
슈퍼피플 고유의 특징으로, 플레이어는 13개의 캐릭터 클래스 중 하나로 무작위로 배정되며, 게임 내 골드를 사용하여 다시 뽑을 수 있다.

## 스토리
플레이어는 슈퍼 솔저 역할을 맡게 되는데, 이들은 원래 화성의 인간을 돕기 위해 고안된 유전자 개선 프로그램의 산물이다. 초능력을 부여하는 이 강화 기술은 빠르게 부정한 요원과 범죄자들의 관심을 끌며, 그들은 엘리트 병사 그룹에 침투하여 불화를 야기한다. 사기가 떨어지고 테러 위협이 커지면서 슈퍼 솔저들은 분열되어 서로에게 등을 돌리고, 이로 인해 대리 정착지인 오브 아일랜드에서 현재의 갈등이 벌어진다.

## 개발
슈퍼피플은 2021년 7월 16일 게임 공개 트레일러에서 처음 발표되었다. 이 게임은 무료 플레이 앞서 해보기 게임으로 출시될 예정이다. 플레이어 피드백에 대한 응답으로 2022년 8월 말에 마지막 클로즈 베타 테스트가 진행되었으며, 일일 토너먼트와 상위 플레이어를 위한 75,000달러(USD) 상금이 제공되었다.